# Venjamin Kaverin
Venjamin Aleksandrovitj Kaverin (ryska: Вениамин Александрович Каверин; egentligen Вениамин Зильбер: Venjamin Zilber) född 19 april 1902 i Pskov, död 2 maj 1989 i Moskva, var en sovjetisk författare, dramatiker och manusförfattare associerad med den tidiga 1920-talssammanslutningen Serapionsbröderna. 
Kaverin avslutade sina studier i arabiska 1923 och 1925 utgavs hans första roman Konets chazy, som utspelar sig i Petrograds undre värld. Boken bildade grund för dramakomedin Djävulshjulet (1925). Under andra världskriget arbetade han som korrespondent för tidningen Izvestija. 
Under andra världskrigets evakuering i Jaroslavl skrev Kaverin klart sin mest kända roman, Dva kapitana (1938–1944) (Två kaptener, 1948), vilken återberättar två ryska polarutforskares äventyr innan och efter Oktoberrevolutionen. Kaverin fick ta emot Stalin-priset 1946 för boken som återutgavs 42 gånger under 25 år och filmatiserades två gånger, 1955 och 1976. År 1966 gav Kaverin ut en biografi över den polsk-ryska orientalisten och författaren Osip Senkovskij (1800–1858). Han var medutgivare av almanackan Literaturnaja Moskva, 1956 vilket gjorde att han kom på kant med författarunionen och hans försvar av Serapionsbröderna, Michail Bulgakov och Aleksandr Solzjenitsyn bemöttes med ovilja.
Immunologen Lev Zilber var hans äldre bror. 
Asteroiden 2458 Veniakaverin är uppkallad efter honom.